# КК Челик
КК Челик је кошаркашки клуб из Зенице, основан 1954. године.

## Историја
За званични почетак играња кошарке у Зеници узима се 1954. година , када је формиран први кошаркашки клуб. Током историје Челик је постизао различите резултате, али оно по чему је КК "Челик" препознатљив јесте омладинска школа кошарке, кроз коју је прошло око 15.000 младих кошаркаша.
КК Челик је у свет кошарке пласирао многе познате кошаркаше и тренере, од којих су најпознатији Матан Римац, Зденко Гргић, Емир Мутапчић, Зоран Савић, Џевад Алихоџић, Теоман Алибеговић, Менсур Бајрамовић.
Крајем 90-тих година долази до реинтеграције са КК Зеница Метално, те клуб мења име у КК "Зеница-Челик".
Нову генерацију зеничке школе кошарке су предводили Иван Опачак, Кенан Бајрамовић, Хасан Ризвић, Емир Прелџић, Огњен Кузмић и други. Поменути играчи остварују запажену каријеру у кошаркашкој Европи.
2008. године клуб враћа своје старо име и додаје префикс "Омладински" што представља опредељење клуба за стварање сопствених младих играча.

## Успеси клуба
Највећи прератни успех за КК "Челик" је представљало учешће у Првој лиги Југославије у кошарци у сезони 1990/91.
КК "Челик" је 1988. био победник Кошаркашког купа БиХ, те још четири пута учествовао као финалиста. У сезони 1994/95. "Челик" је постао првак Босне и Херцеговине.